# Bledar Hajdini
Bledar Hajdini (Fürstenfeldbruck, 1997. június 19. –) német születésű koszovói válogatott labdarúgó, aki jelenleg a KF Ballkani játékosa.

## Pályafutása
Fiatal éveit a KF Hysi csapatánál kezdte, majd innen került a KF Trepca 89 csapathoz. 2016-ban itt lett profi játékos és felkerült az első csapatban. Ebben az évben került a válogatottba is be, a horvát labdarúgó-válogatott elleni 2018-as labdarúgó-világbajnokság-selejtező mérkőzésén a csere padra került. 2017. november 13-án mutatkozott be Litvánia elleni barátságos mérkőzésen a 68. percben Samir Ujkani cseréjeként. 2018. június 1-jén lett a KF Llapi csapatának játékosa, majd december 14-én kölcsönbe került a KF Ballkani klubjához. 2019. április 4-én mutatkozott be az KF Feronikeli elleni bajnoki mérkőzésen.

## Statisztika
(2017. november 13. szerint)
| Válogatott | Szezon   | Mérkőzés | Gól |
| ---------- | -------- | -------- | --- |
| Koszovó    | 2016     | 0        | 0   |
| Koszovó    | 2017     | 1        | 0   |
| Összesen   | Összesen | 1        | 0   |

## Sikerei, díjai
- KF Trepca 89
  - Koszovói bajnokság: 2016–17
  - Koszovói szuperkupa: 2017–18